# Кременье (Вологодская область)
Кременье — деревня в Великоустюгском районе Вологодской области.
Входит в состав Трегубовского сельского поселения, с точки зрения административно-территориального деления — в Трегубовский сельсовет.
Расстояние по автодороге до районного центра Великого Устюга — 24 км, до центра муниципального образования Морозовицы — 13,5 км. Ближайшие населённые пункты — Калинино, Щекино, Старково, Оленниково, Ширяево.
По переписи 2002 года население — 12 человек.